# Literatura de Polonia
La literatura polaca es la tradición literaria de Polonia. La mayor parte de la literatura polaca ha sido escrita en el idioma polaco, aunque otros idiomas utilizados en Polonia a lo largo de los siglos también han contribuido a las tradiciones literarias polacas, como el latín, el yiddish, el lituano, el ruso, el alemán y el esperanto. Según Czesław Miłosz, durante siglos la literatura polaca se centró más en el drama y la autoexpresión poética que en la ficción (dominante en el mundo de habla inglesa). Las razones eran múltiples, pero en su mayoría se basaban en las circunstancias históricas de la nación. Por lo general, los escritores polacos han tenido una gama más profunda de opciones para motivarse a escribir, incluidos los cataclismos pasados de violencia extraordinaria que barrieron Polonia (como la encrucijada de Europa), pero también, las incongruencias colectivas de Polonia que exigían una reacción adecuada de las comunidades de escritores de un período dado.
El período de la Ilustración polaca comenzó en las décadas de 1730-1740 y alcanzó su punto máximo en la segunda mitad del siglo XVIII. Entre los principales autores polacos de la Ilustración se encuentran Ignacy Krasicki (1735-1801) y Jan Potocki (1761-1815). El romanticismo polaco, a diferencia del romanticismo en otras partes de Europa, fue en gran medida un movimiento por la independencia contra la ocupación extranjera. Los primeros románticos polacos fueron fuertemente influenciados por otros románticos europeos. Entre los escritores más destacados se encuentran Adam Mickiewicz, Seweryn Goszczyński, Tomasz Zan y Maurycy Mochnacki.

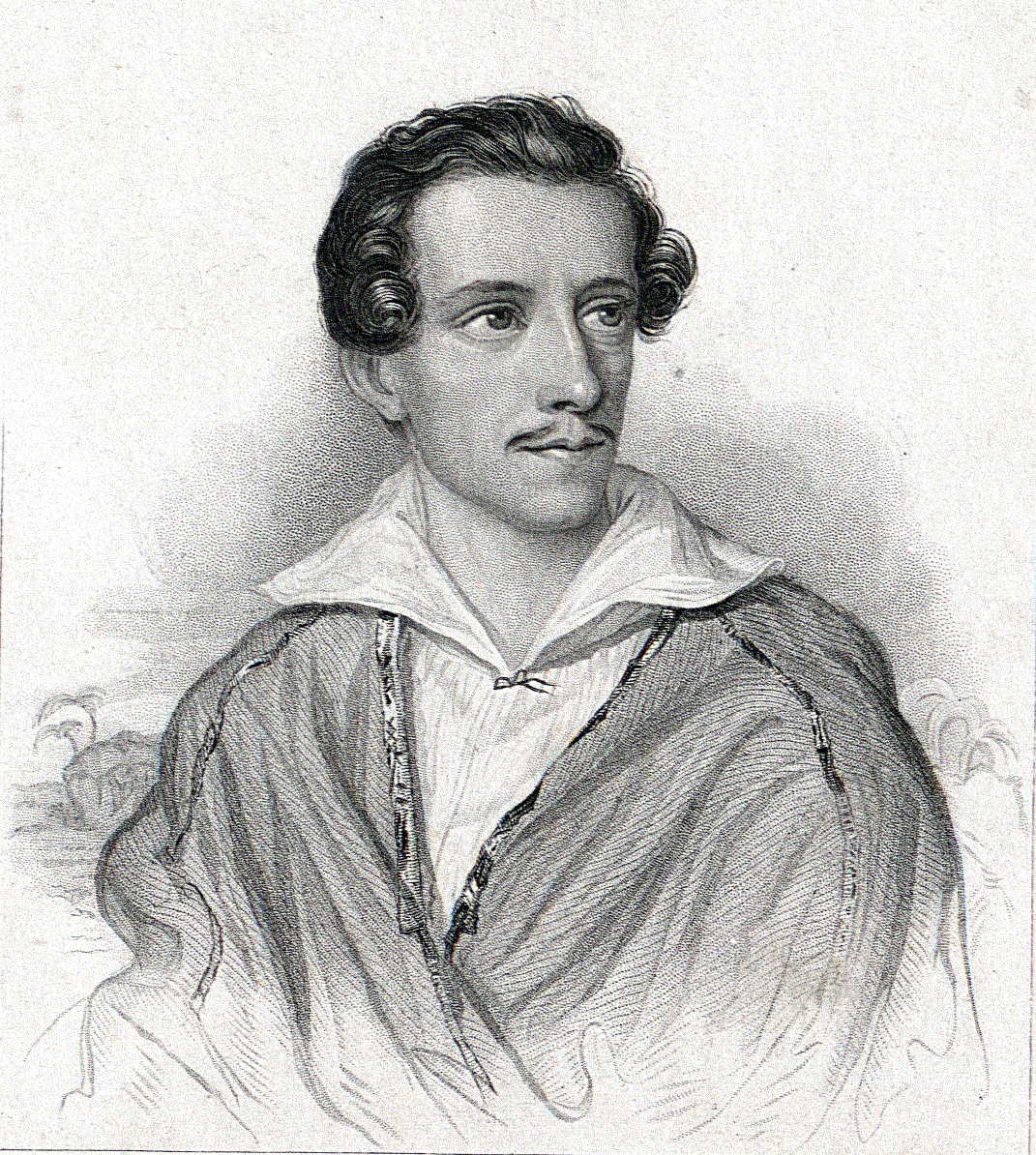
Juliusz Słowacki

En el segundo período, muchos románticos polacos trabajaron en el extranjero. Entre los poetas más influyentes se encuentran Adam Mickiewicz, Juliusz Słowacki y Zygmunt Krasiński.
A raíz del fallido levantamiento de enero, el nuevo período del positivismo polaco comenzó a abogar por el escepticismo y el ejercicio de la razón. El período modernista conocido como el movimiento de la Joven Polonia en las artes visuales, la literatura y la música, surgió alrededor de 1890 y concluyó con el regreso de Polonia a la independencia (1918). Entre los autores más destacados se encuentran Kazimierz Przerwa-Tetmajer, Stanisław Przybyszewski y Jan Kasprowicz. La era neorromántica fue ejemplificada por las obras de Stefan Żeromski, Władysław Reymont, Gabriela Zapolska y Stanisław Wyspiański. En 1905, Henryk Sienkiewicz recibió el Premio Nobel de Literatura por su Quo Vadis, inspirando un nuevo sentido de esperanza. La literatura de la Segunda República Polaca (1918-1939) abarca un período corto, aunque excepcionalmente dinámico, en la conciencia literaria polaca. La realidad sociopolítica ha cambiado radicalmente con el regreso de Polonia a la independencia. Entre los nuevos escritores de vanguardia se encuentran Julian Tuwim, Stanisław Ignacy Witkiewicz, Witold Gombrowicz, Czesław Miłosz, Maria Dąbrowska y Zofia Nałkowska.
En los años de las ocupaciones alemana y soviética de Polonia, toda la vida artística se vio dramáticamente comprometida. Las instituciones culturales se perdieron. De las 1.500 publicaciones clandestinas que había en Polonia, unas 200 estaban dedicadas a la literatura. Gran parte de la literatura polaca escrita durante la ocupación de Polonia apareció impresa solo después de la conclusión de la Segunda Guerra Mundial, incluidos los libros de Nałkowska, Rudnicki, Borowski y otros. La situación comenzó a empeorar dramáticamente alrededor de 1949-1950 con la introducción de la doctrina estalinista por el ministro Sokorski. Polonia tuvo tres autores ganadores del Premio Nobel a finales del siglo XX: Isaac Bashevis Singer (1978), Czesław Miłosz (1980) y Wisława Szymborska (1996). A principios del siglo XXI, otra escritora fue galardonada con el premio: Olga Tokarczuk.

## Evolución
Los inicios de la literatura polaca se remontan a la Baja Edad Media, cuando el país ya se había convertido al cristianismo y se comenzaron a componer cantos religiosos en lengua vulgar. El latín era la lengua de la Iglesia, pero inevitablemente tuvo que servirse del polaco para alimentar la fe de los fieles, que en su gran mayoría desconocían la lengua latina. El documento conservado más antiguo data del siglo XIII y es una oración a la Virgen María, la Bogurodzica (Madre de Dios), que incluso se empleó como himno nacional durante las batallas. Además también quedan, del siglo XIV y XV, himnos religiosos, breves poemas de amor y un género de sátira; en cuanto a la prosa hay fragmentos de sermones y de traducciones de la Biblia y del Salterio.
La influencia del humanismo y de la Reforma en el siglo XV y en la primera mitad del siglo XVI causó un florecimiento de obras en latín y una actividad cultural basada en las íntimas relaciones con Italia. La poesía y la prosa fueron en principio en latín, pero más tarde también se escribió en polaco. Encontraron sus modelos en la literatura clásica y en la contemporánea de los otros países europeos, pero elaborando los temas del patrimonio nacional, y distinguiéndose por rasgos concretos y demás elementos patrióticos.

## Edad Media
Casi nada queda de la literatura polaca antes de la cristianización del país en 966. Los habitantes paganos de Polonia ciertamente poseían una literatura oral que se extendía a canciones, leyendas y creencias eslavas, pero los primeros escritores cristianos no la consideraban digna de mención en el latín obligatorio, por lo que ha perecido. Dentro de la tradición literaria polaca, se acostumbra incluir obras que se hayan ocupado de Polonia, incluso si no fueron escritas por polacos étnicos. Este es el caso de Gallus Anonymus, el primer historiador que describió Polonia en su obra titulada Cronicae et gesta ducum sive principum Polonorum (Hechos de los príncipes de los polacos), compuesta en latín sofisticado. Galo era un monje extranjero que acompañó al rey Bolesław III en su regreso de Hungría a Polonia. La importante tradición de la historiografía polaca fue continuada por Wincenty Kadłubek, un obispo de Cracovia del siglo XIII, así como por Jan Długosz, un sacerdote polaco y secretario del obispo Zbigniew Oleśnicki.

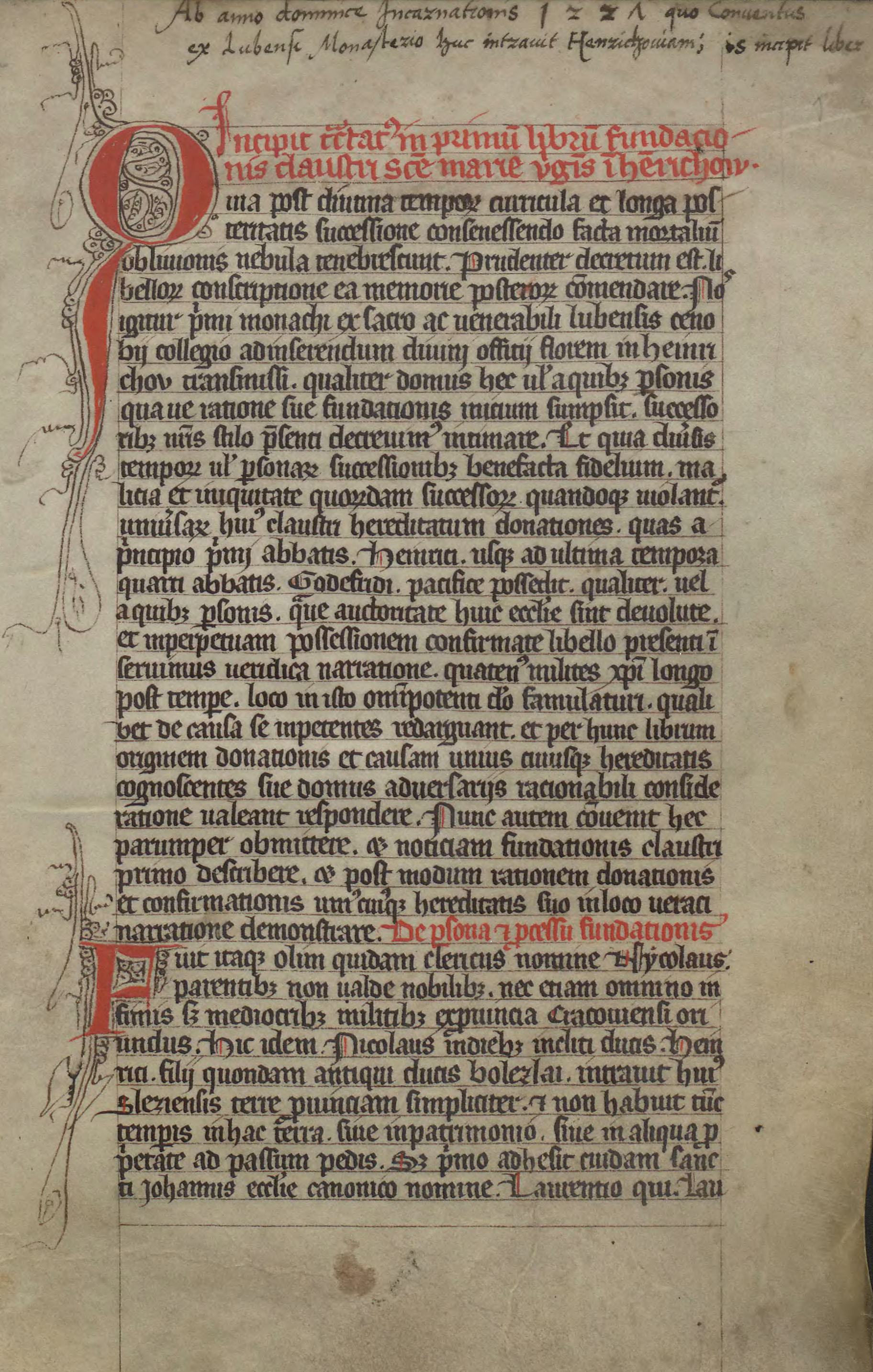
Libro de Henryków

La primera oración registrada en polaco dice: "Day ut ia pobrusa, a ti poziwai" ("Déjame moler y tú descansa"), una paráfrasis del latín "Sine, ut ego etiam molam". La obra, en el que apareció esta frase, refleja la cultura de la Polonia primitiva. La frase fue escrita dentro de la crónica en latín Liber fundationis de entre 1269 y 1273, una historia del monasterio cisterciense en Henryków, Silesia. Fue registrado por un abad conocido simplemente como Piotr (Peter), en referencia a un evento casi cien años antes. La sentencia fue supuestamente pronunciada por un colono bohemio, Bogwal ("Bogwalus Boemus"), un sujeto de Bolesław el Alto, expresando compasión por su propia esposa, que "muy a menudo estaba moler junto a la piedra de molino". 
La mayoría de los primeros notables medievales obras polacas en América y el lenguaje de la antigua Polonia incluyen el manuscrito más antiguo existente de fina prosa en la lengua polaca titulado la Cruz Sermones Santo, así como el polaco-idioma más antiguo de la Biblia de Reina Zofia (Sofía de Halshany) y la Crónica de Janko de Czarnków del siglo XIV, sin mencionar el Salterio Puławy. 
La mayoría de los primeros textos en lengua vernácula polaca fueron fuertemente influenciados por la literatura sagrada latina. Incluyen Bogurodzica (Madre de Dios), un himno de alabanza a la Virgen María escrito en el siglo XV, aunque popular al menos un siglo antes. Bogurodzica sirvió como himno nacional. Fue uno de los primeros textos reproducidos en polaco en una imprenta; y también lo fue la Conversación del Maestro Polikarp con la Muerte (Rozmowa mistrza Polikarpa ze śmiercią).
A principios de la década de 1470, Kasper Straube estableció una de las primeras imprentas en Polonia en Cracovia (ver: difusión de la imprenta). En 1475 Kasper Elyan de Głogów (Glogau) instaló una imprenta en Wrocław (Breslau), Silesia. Veinte años después, Schweipolt Fiol fundó la primera imprenta cirílica en Cracovia para los jerarcas de la Iglesia Ortodoxa Oriental. 

Los textos más notables producidos en ese período incluyen el Breviario de San Florián, impreso parcialmente en polaco a fines del siglo XIV; Statua synodalia Wratislaviensia (1475): una colección impresa de oraciones polacas y latinas; así como la Crónica del siglo XV de Jan Długosz y su Catalogus archiepiscoporum Gnesnensium.

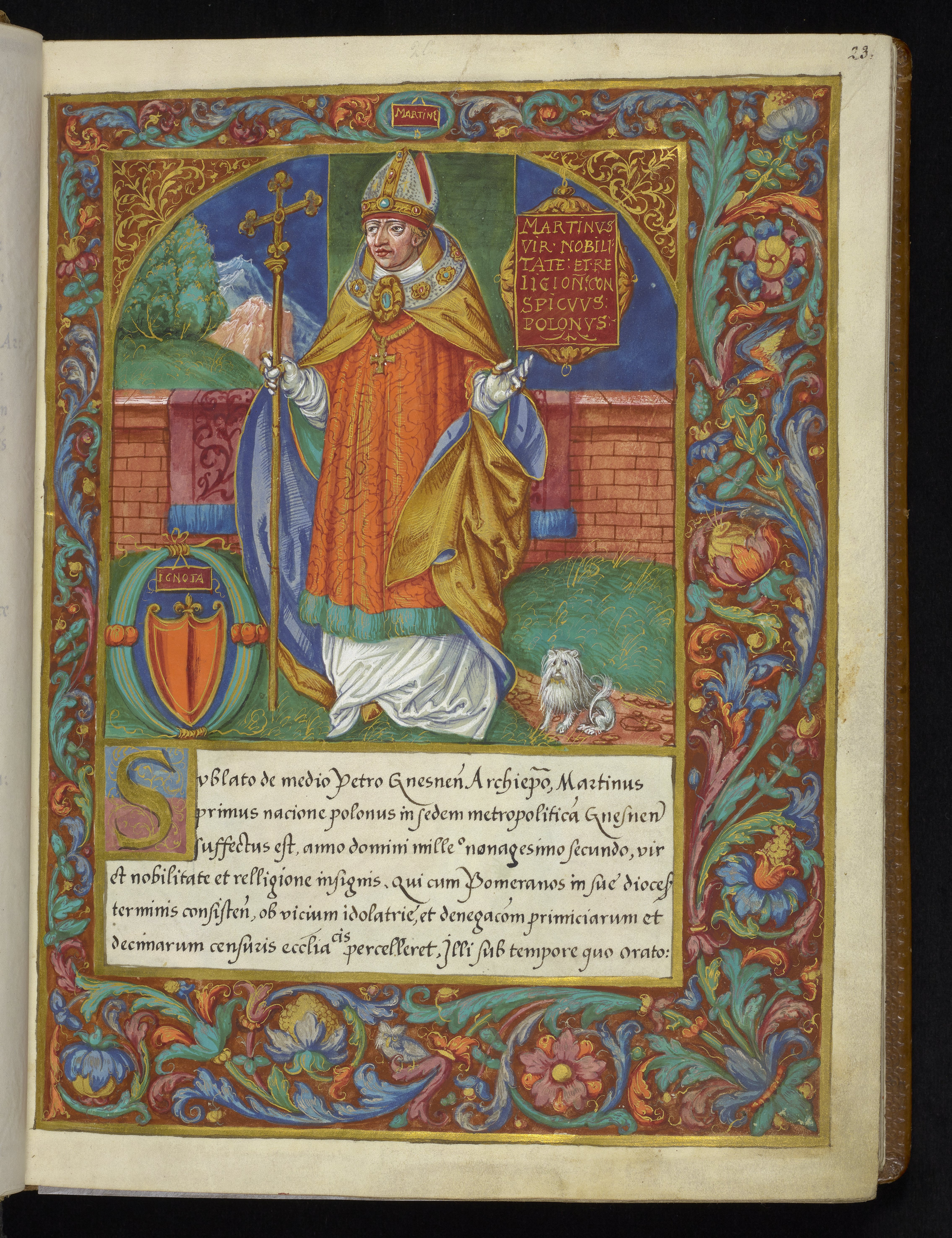
Catalogus archiepiscoporum Gnesnensium

## Renacimiento
Con la llegada del Renacimiento, la lengua polaca fue finalmente aceptada en pie de igualdad con el latín. La cultura y el arte polacos florecieron bajo el dominio jagellónico, y muchos poetas y escritores extranjeros se establecieron en Polonia, trayendo consigo nuevas tendencias literarias. Dichos escritores incluyeron a Kallimach (Filippo Buonaccorsi) y Conrad Celtis. Muchos escritores polacos estudiaron en el extranjero y en la Academia de Cracovia, que se convirtió en un crisol de nuevas ideas y corrientes. En 1488, se fundó en Cracovia la primera sociedad literaria del mundo, la Sodalitas Litteraria Vistulana (Sociedad Literaria del Vístula). Los miembros notables incluyeron a Conrad Celtes, Albert Brudzewski, Filip Callimachus y Laurentius Corvinus (Wawrzyniec Korwin).
Un escritor polaco que utilizó el latín como su principal vehículo de expresión fue Klemens Janicki (Ianicius), quien se convirtió en uno de los poetas latinos más notables de su tiempo y fue laureado por el Papa. Otros escritores como Mikołaj Rej y Jan Kochanowski sentaron las bases de la lengua literaria polaca y la gramática polaca moderna. El primer libro escrito íntegramente en polaco apareció en este período: era un libro de oraciones de Biernat de Lublin (c. 1465 - después de 1529) llamado Raj duszny (Hortulus Animae), impreso en Cracovia en 1513 en uno de los primeros establecimientos de impresión de Polonia, operado por Florian Ungler (originario de Baviera). 
Los escritores y poetas polacos más notables activos en el siglo XVI incluyen: 
- Mikołaj Hussowski (Hussowczyk, 1480? -1533?)
- Andrzej Krzycki (1482-1537)
- Johannes Dantiscus (1485-1548)
- Jan Łaski (1499-1560), Communae Poloniae Regni privilegium
- Andrzej Frycz Modrzewski (1503-1572), De Republica emendanda
- Mikołaj Rej (1505-1569), Krótka rozprawa ...
- Klemens Janicki (Ianicius, 1516-1542)
- Łukasz Górnicki (1524–1603)
- Jan Kochanowski (1530-1584), Lamentos
- Piotr Skarga (1536-1612)
- Bartosz Paprocki (1543? –1614), historiógrafo, genealogista
- Szymon Szymonowic (1558-1629)
- Daniel Naborowski (1573-1640)
- Maciej Kazimierz Sarbiewski (1595-1640)

## Barroco
La literatura en el período del barroco polaco (entre 1620 y 1764) estuvo significativamente influenciada por la gran popularización de las escuelas secundarias jesuitas , que ofrecían una educación basada en los clásicos latinos como parte de la preparación para una carrera política. Los estudios de poesía requirieron el conocimiento práctico de escribir poemas tanto latinos como polacos, lo que aumentó radicalmente el número de poetas y versificadores en todo el país. 

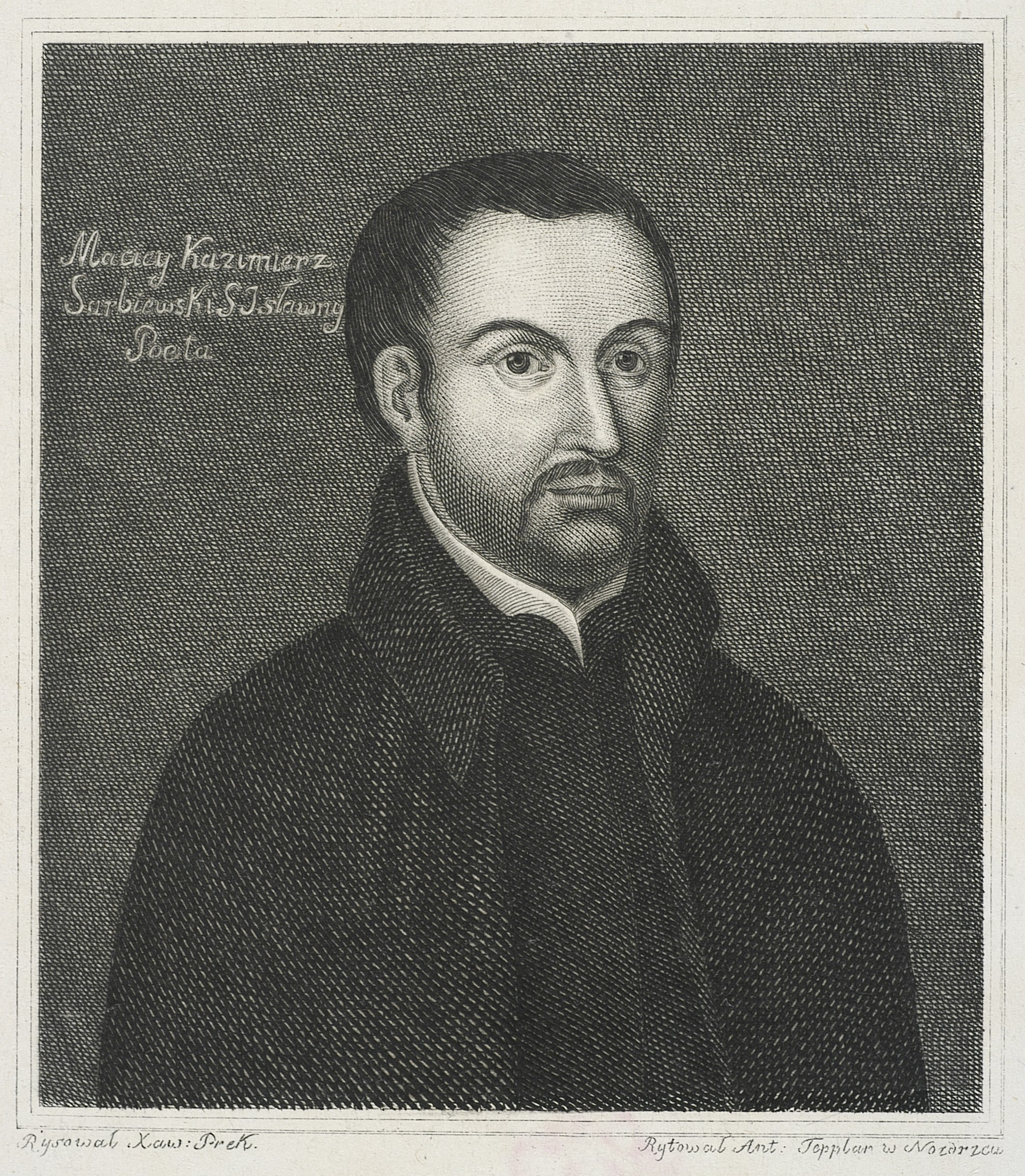
Maciej Sarbiewski

En el terreno de la educación humanística algunos escritores excepcionales crecieron así: Piotr Kochanowski (1566-1620) dio su traducción de Torquato Tasso Jerusalén Liberada; Maciej Kazimierz Sarbiewski, un poeta laureado, se hizo conocido entre las naciones europeas como Horatius christianus por sus escritos latinos; Jan Andrzej Morsztyn (1621-1693), cortesano y diplomático epicúreo, ensalzó en sus sofisticados poemas los valores de las delicias terrenales; y Wacław Potocki (1621-1696), el escritor más productivo del barroco polaco, unificaron las opiniones típicas de la szlachta polaca con algunas reflexiones más profundas y experiencias existenciales. 
Los escritores y poetas polacos notables activos en este período incluyen: 
- Sebastian Grabowiecki (1543-1607)
- Mikołaj Sęp Szarzyński (1550-1581), Rymy
- Kasper Miaskowski (1550? –1622)
- Piotr Kochanowski (1566-1620)
- Daniel Naborowski (1573-1640)
- Hieronim Morsztyn (1581-1623)
- Szymon Starowolski (1588-1656)
- Kasper Twardowski (c. 1592 - c. 1641), Lekcyje Kupidynowe (Lecciones de Cupido)
- Maciej Sarbiewski (1595-1640)
- Józef Bartłomiej Zimorowic (1597-1677)
- Samuel Twardowski (1600? -1661)
- Szymon Zimorowic (1608? –1629), Roksolanki
- Krzysztof Opaliński (1611-1655)
- Łukasz Opaliński (1612–1666)
- Jan Andrzej Morsztyn (1621-1693), destacado poeta barroco
- Wacław Potocki (1621-1696), Wojna Chocimska
- Zbigniew Morsztyn (Morstyn, 1628? –1689)
- Stanisław Grochowski (1633-1645)
- Jan Chryzostom Pasek (1636-1701), Pamietniki (Memorias)
- Jan z Kijan (¿Dzwonowski ?, principios de 1600)

## Ilustración
El período de la Ilustración polaca comenzó en la década de 1730–40 y alcanzó su punto máximo en la segunda mitad del siglo XVIII durante el reinado del último rey de Polonia, Stanisław August Poniatowski. Entró en fuerte declive con la Tercera y última Partición de Polonia (1795), seguida de la destrucción política, cultural y económica del país, y que condujo a la Gran Emigración de las élites polacas. La Ilustración terminó alrededor de 1822 y fue reemplazada por el romanticismo polaco en el país y en el extranjero.

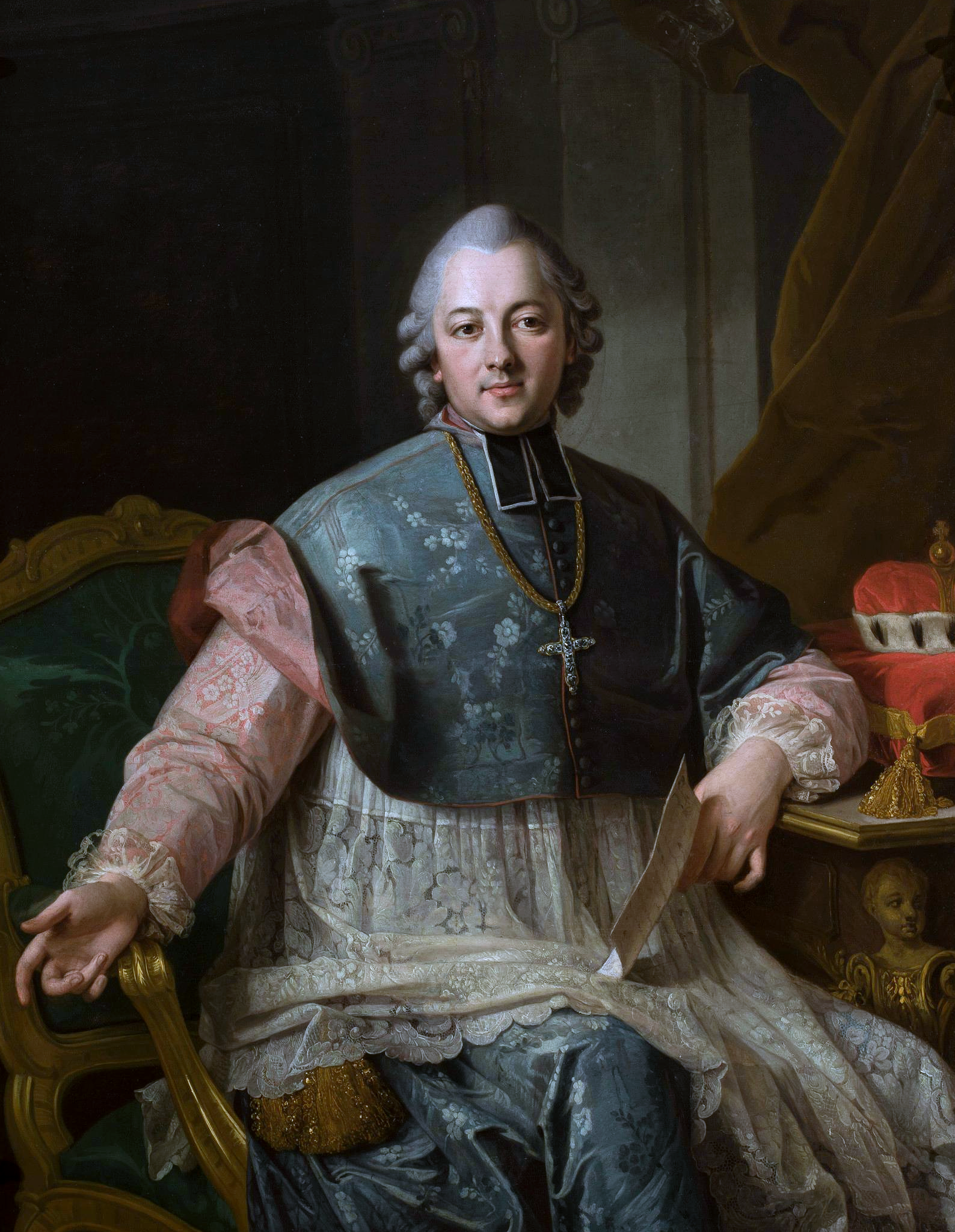
Ignacy Krasicki

Uno de los principales poetas de la Ilustración polaca fue Ignacy Krasicki (1735-1801), conocido localmente como "el Príncipe de los Poetas" y La Fontaine de Polonia, autor de la primera novela polaca titulada Aventuras de Nicolás Experiencia (Mikołaja Doświadczyńskiego przypadki); también fue dramaturgo, periodista, enciclopedista y traductor del francés y del griego. 

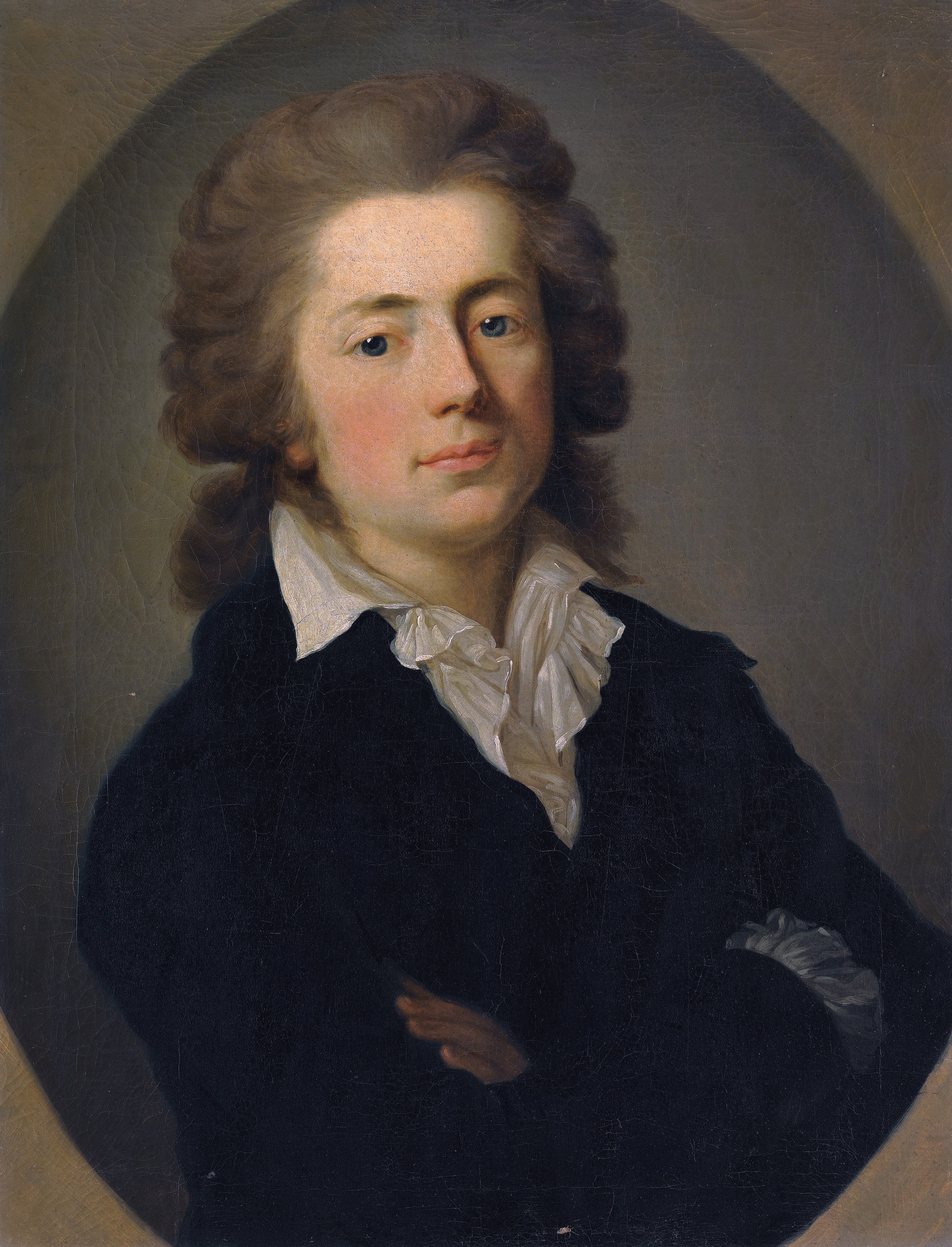
Jan Potocki

Otro escritor destacado de la época fue Jan Potocki (1761–1815), un noble polaco, egiptólogo, lingüista y aventurero, cuyas memorias de viaje lo convirtieron en legendario en su tierra natal. Fuera de Polonia es conocido principalmente por su novela, El manuscrito encontrado en Zaragoza, que ha sido comparado con obras tan célebres como El Decamerón y Las mil y una noches. 
Los escritores y poetas polacos notables del período de la Ilustración incluyen: 
- Stanisław Leszczyński (1677-1766), "Głos wolny ..."
- Elżbieta Drużbacka (1695? –1765)
- Estanislao Konarski (1700-1773), "O skutecznym rad sposobie"
- Barbara Sanguszko (1718-1791)
- Franciszek Bohomolec (1720-1784), revista Monitor
- Stanisław August Poniatowski (1732-1798)
- Adam Naruszewicz (1733-1796)
- Ignacy Krasicki (1735–1801), Fábulas y parábolas
- Onufry Kopczyński (1736-1817)
- Stanisław Trembecki (1739-1812)
- Franciszek Salezy Jezierski (1740-1791)
- Franciszek Karpiński (1741-1825)
- Jan Piotr Norblin (1745-1830)
- Izabela Czartoryska (1746-1835), Museo Czartoryski
- Franciszek Kniaźnin (1750–1807)
- Hugo Kołłątaj (1750–1812), Kuźnica Kołłątajowska
- Franciszek Zabłocki (1754-1821), Towarzystwo do Ksiąg Elementarnych
- Stanisław Staszic (1755-1826), Constitución de 1791
- Jan Śniadecki (1756–1830)
- Julian Ursyn Niemcewicz (1758-1841), Constitución de 1791
- Jakub Jasiński (1759-1794)
- Tadeusz Czacki (1765–1813), Towarzystwo Przyjaciół Nauk
- Jędrzej Śniadecki (1768-1838), primer libro de texto de química polaco
- Samuel Linde (1771-1847), Towarzystwo do Ksiąg Elementarnych
- Józef Maksymilian Ossoliński, Zakład Narodowy im. Ossolińskich
- Andrzej Stanisław Załuski y Józef Załuski, Biblioteka Załuskich

## Romanticismo
Debido a las particiones llevadas a cabo por los imperios vecinos, que pusieron fin a la existencia del estado soberano polaco en 1795, el romanticismo polaco, a diferencia del romanticismo en otras partes de Europa, fue en gran medida un movimiento de independencia contra la ocupación extranjera, y expresó los ideales y la forma tradicional de la vida del pueblo polaco. El período del romanticismo en Polonia terminó con la represión zarista del Levantamiento de enero de 1863, marcado por ejecuciones públicas por parte de los rusos y deportaciones a Siberia.
La literatura del romanticismo polaco se divide en dos períodos distintos, ambos definidos por insurgencias: el primero alrededor de 1820-1830, que finaliza con el levantamiento de noviembre de 1830; y el segundo entre 1830 y 1864, dando origen al positivismo polaco. En el primer período, los románticos polacos estuvieron fuertemente influenciados por otros románticos europeos: su arte presentaba el emocionalismo y la imaginación, el folclore, la vida en el campo, así como la propagación de los ideales de la independencia. Los escritores más famosos de la época fueron: Adam Mickiewicz, Seweryn Goszczyński, Tomasz Zan y Maurycy Mochnacki. En el segundo período (después del levantamiento de enero), muchos románticos polacos trabajaron en el extranjero, a menudo desterrados del suelo polaco por la potencia ocupante. Su trabajo quedó dominado por los ideales de libertad y la lucha por recuperar la soberanía perdida de su país . Los elementos del misticismo se hicieron más prominentes. También en ese período, se desarrolló la idea del poeta-wieszcz (bardo de la nación). El wieszcz funcionó como líder espiritual de las personas reprimidas.
El poeta más notable entre los principales bardos del romanticismo, tan reconocido en ambos períodos, fue Adam Mickiewicz. Otros dos poetas nacionales fueron: Juliusz Słowacki y Zygmunt Krasiński. 

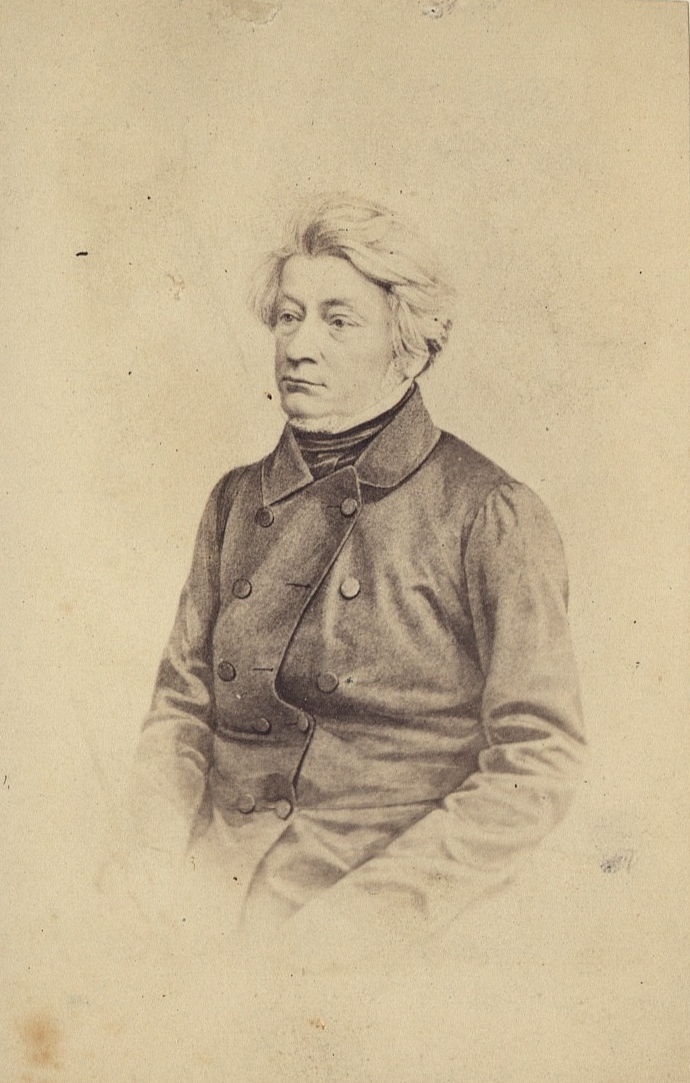
Adam Mickiewicz

Los escritores y poetas polacos del período romántico incluyen: 
- Maria Wirtemberska (1768-1854)
- Adam Jerzy Czartoryski (1770–1861)
- Antoni Gorecki (1787-1861)
- Aleksander Fredro (1791-1876), Zemsta (La venganza)
- Kazimierz Brodziński (1791-1835)
- Henryk Rzewuski (1791-1866)
- Antoni Malczewski (1793-1826)
- Jan Czeczot (1796-1846)
- Tomasz Zan (1796-1855)
- Klementyna Hoffmanowa (1798-1845)
- Adam Mickiewicz (1798-1855), Dziady, Pan Tadeusz
- Franciszek Salezy Dmochowski (1801–1871)
- Seweryn Goszczyński (1801–1876)
- Józef Bohdan Zaleski (1802-1886)
- Maurycy Mochnacki (1803-1834)
- Michał Czajkowski (1804-1886)
- Lucjan Siemieński (1807–1877)
- Wincenty Pol (1807–1882)
- Juliusz Słowacki (1809-1849), Balladyna, Kordian
- Zygmunt Krasiński (1812-1859), Nie-boska Komedia
- Józef Ignacy Kraszewski (1812-1887), Stara baśń
- Gustaw Ehrenberg (1818-1895)
- Narcyza Żmichowska (1819-1876)
- Cipriano Kamil Norwid (1821-1883), Vademécum
- Teofil Lenartowicz (1822-1893)
- Władysław Syrokomla (1823-1862)
- Kornel Ujejski (1823–1897)
- Teodor Tomasz Jeż (1824-1915)
- Mieczysław Romanowski (1834-1863)
- Jadwiga Łuszczewska (1834-1908)

## Positivismo
A raíz de la fallida de enero de 1863 Levantamiento contra Rusia ocupación, el nuevo período de polaco positivismo -que tomó su nombre de Auguste Comte filosofía de 's positivismo -advocated escepticismo y el ejercicio de la razón. Las preguntas abordadas por los escritores positivistas de Polonia giraban en torno al "trabajo orgánico", que incluía el establecimiento de la igualdad de derechos para todos los miembros de la sociedad, incluidas las feministas; la asimilación de la minoría judía de Polonia; y la defensa de la población polaca en la parte de Polonia gobernada por los alemanes contra la germanización de Kulturkampf y el desplazamiento de la población polaca por colonos alemanes. Los escritores trabajaron para educar al público sobre el patriotismo constructivo, que permitiría a la sociedad polaca funcionar como un "organismo social" plenamente integrado , independientemente de las circunstancias adversas. 
El período positivista de Polonia duró hasta principios del siglo XX y el advenimiento del movimiento de la Joven Polonia. 

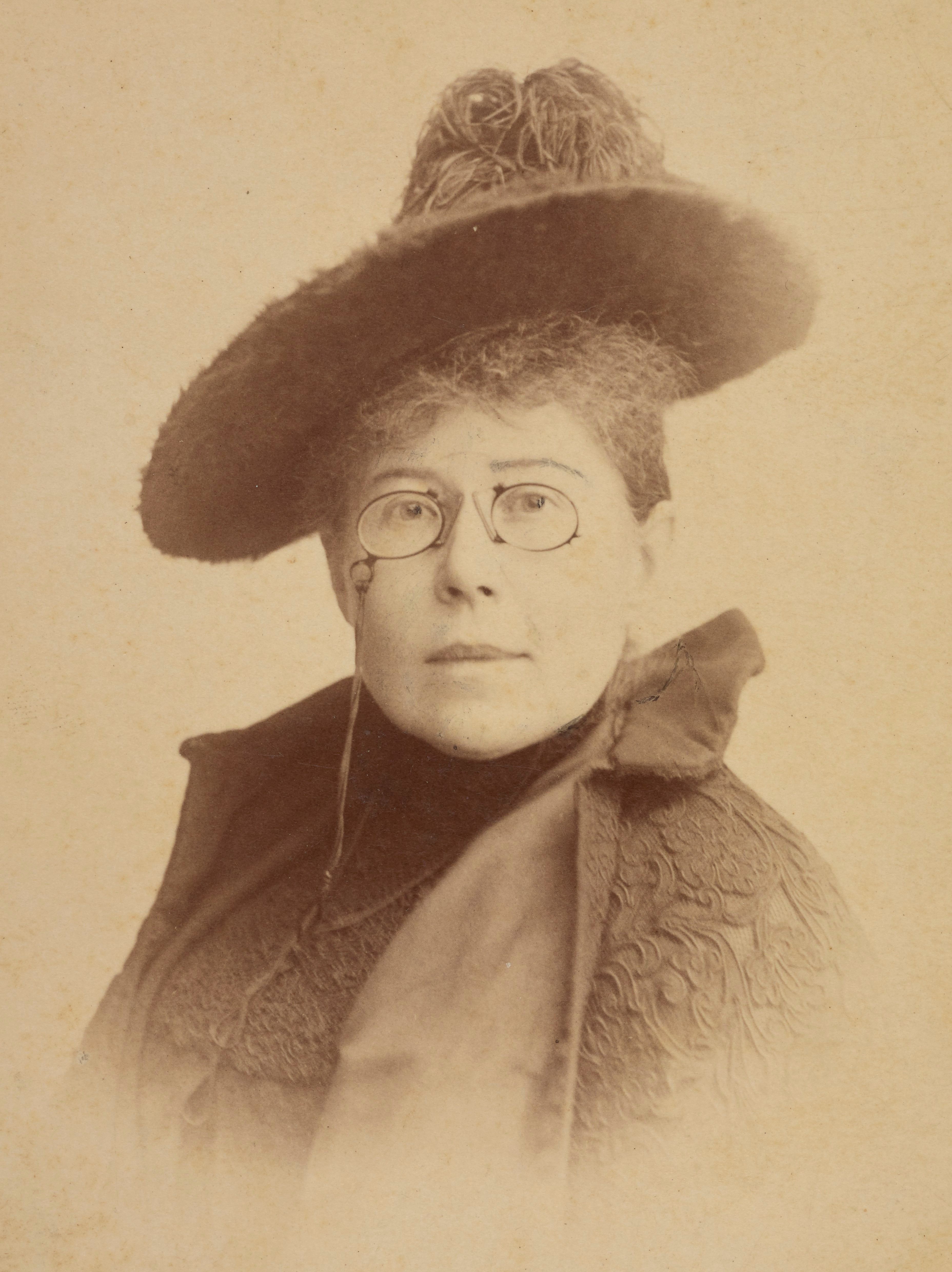
Maria Konopnicka

Entre los escritores y poetas destacados del positivismo polaco se encuentran: 
- Narcyza Żmichowska (1819-1876), precursora del feminismo en Polonia
- Edmund Chojecki (1822-1899)
- Maria Ilnicka (1825 o 1827-1897)
- Józef Szujski (1835-1883)
- Michał Bałucki (1837-1901)
- Adam Asnyk (1838-1897)
- Adolf Dygasiński (1839-1902)
- Eliza Orzeszkowa (1841-1910), Nad Niemnem
- Maria Konopnicka (1842-1910), Rota
- Henryk Sienkiewicz (1846-1916), Quo Vadis; Premio Nobel, 1905
- Bolesław Prus (1847-1912), La muñeca, Faraón
- Kazimierz Zalewski (1849-1919)
- Aleksander Świętochowski (1849–1938)
- Gabriela Zapolska (1857-1921)
- Maria Rodziewiczówna (1863-1944)

## Joven Polonia (1890-1918)
El período modernista conocido como el movimiento de la Joven Polonia en artes visuales, literatura y música, nació alrededor de 1890 y concluyó con el regreso de Polonia a la independencia (1918). El período se basó en dos conceptos. Su etapa inicial se caracterizó por una fuerte oposición estética a los ideales de su propio antecesor (promover el trabajo orgánico frente a la ocupación extranjera). Los artistas que siguieron esta filosofía temprana de la Joven Polonia creían en la decadencia, el simbolismo, el conflicto entre los valores humanos y la civilización, y la existencia del arte por el arte. Entre los autores destacados que siguieron esta tendencia se encuentran Kazimierz Przerwa-Tetmajer, Stanisław Przybyszewski y Jan Kasprowicz. 
La ideología posterior surgió junto con los trastornos sociopolíticos en toda Europa, como la Revolución de 1905 contra Nicolás II de Rusia, la independencia de Noruega, la Crisis de Marruecos y otros. Fue una continuación del romanticismo, a menudo llamado neorromántico.
Los artistas y escritores que siguieron esta idea cubrieron una gran variedad de temas: desde el sentido de misión personal de un polaco ejemplificado por la prosa de Stefan Żeromski, pasando por la condena de la desigualdad social en las obras de Władysław Reymont y Gabriela Zapolska, hasta la crítica de la sociedad polaca e historia revolucionaria polaca de Stanisław Wyspiański. 
En 1905 Henryk Sienkiewicz recibió el Premio Nobel de Literatura por su trilogía patriótica que inspiraba un nuevo sentido de esperanza. 

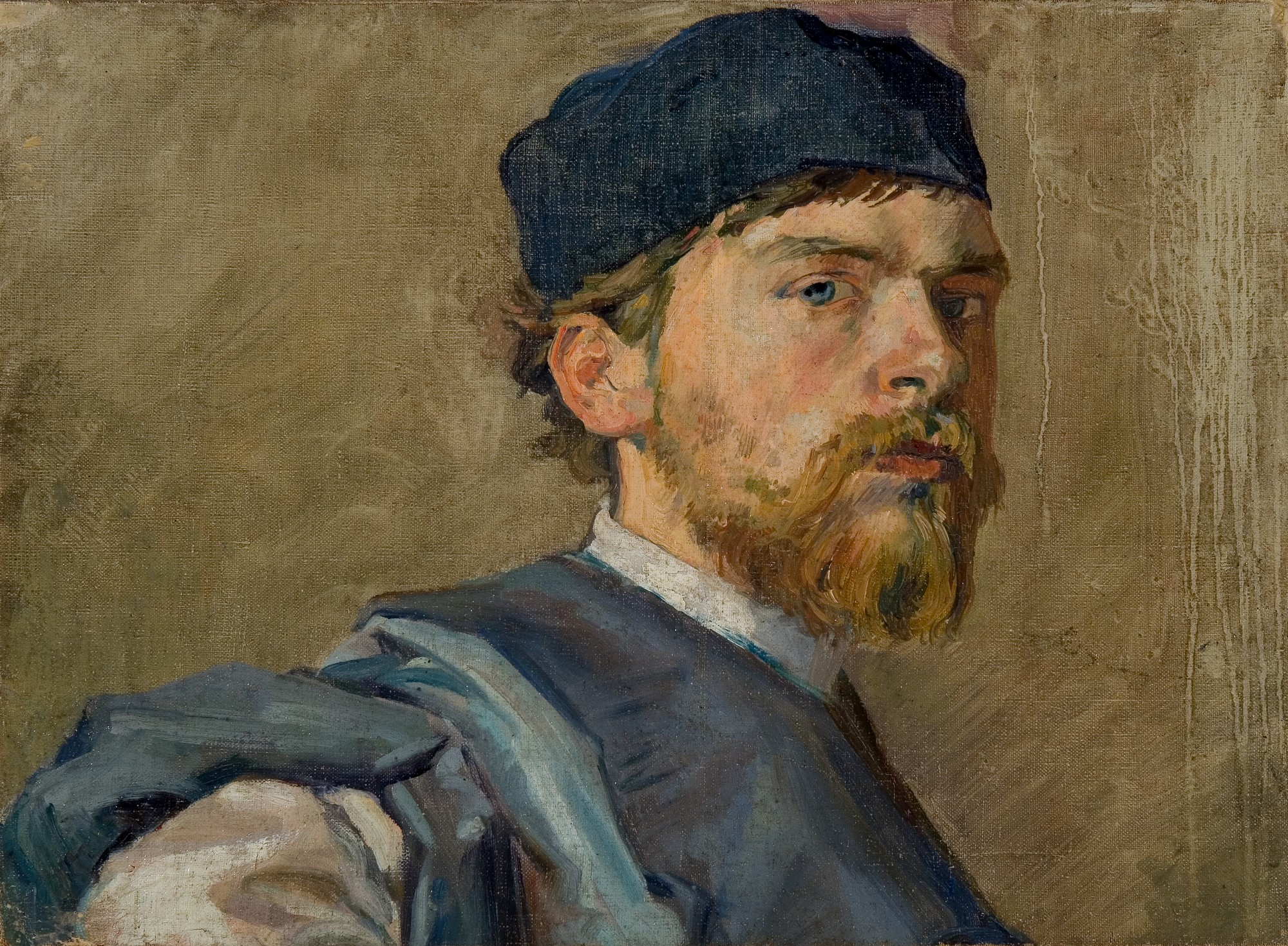
Stanisław Wyspiański

Los escritores de este período incluyen: 
- Wacław Sieroszewski (1858-1945)
- Jan Kasprowicz (1860-1926)
- Antoni Lange (1863-1929)
- Stefan Żeromski (1864-1925), Przedwiośnie (trilogía)
- Franciszek Nowicki (1864-1935)
- Kazimierz Przerwa-Tetmajer (1865-1940)
- Władysław Reymont (1867-1925), Chłopi (Los Campesinos), Premio Nobel de Literatura, 1924
- Stanisław Wyspiański (1869-1907)
- Tadeusz Miciński (1873-1918)
- Tadeusz Rittner (1873-1921)
- Tadeusz Boy-Żeleński (1874-1941), Zielony Balonik (Globo Verde)
- Władysław Orkan (1875-1930)
- Wacław Berent (1878-1940)
- Leopold Staff (1878-1957)

## Interbellum (1918-1939)

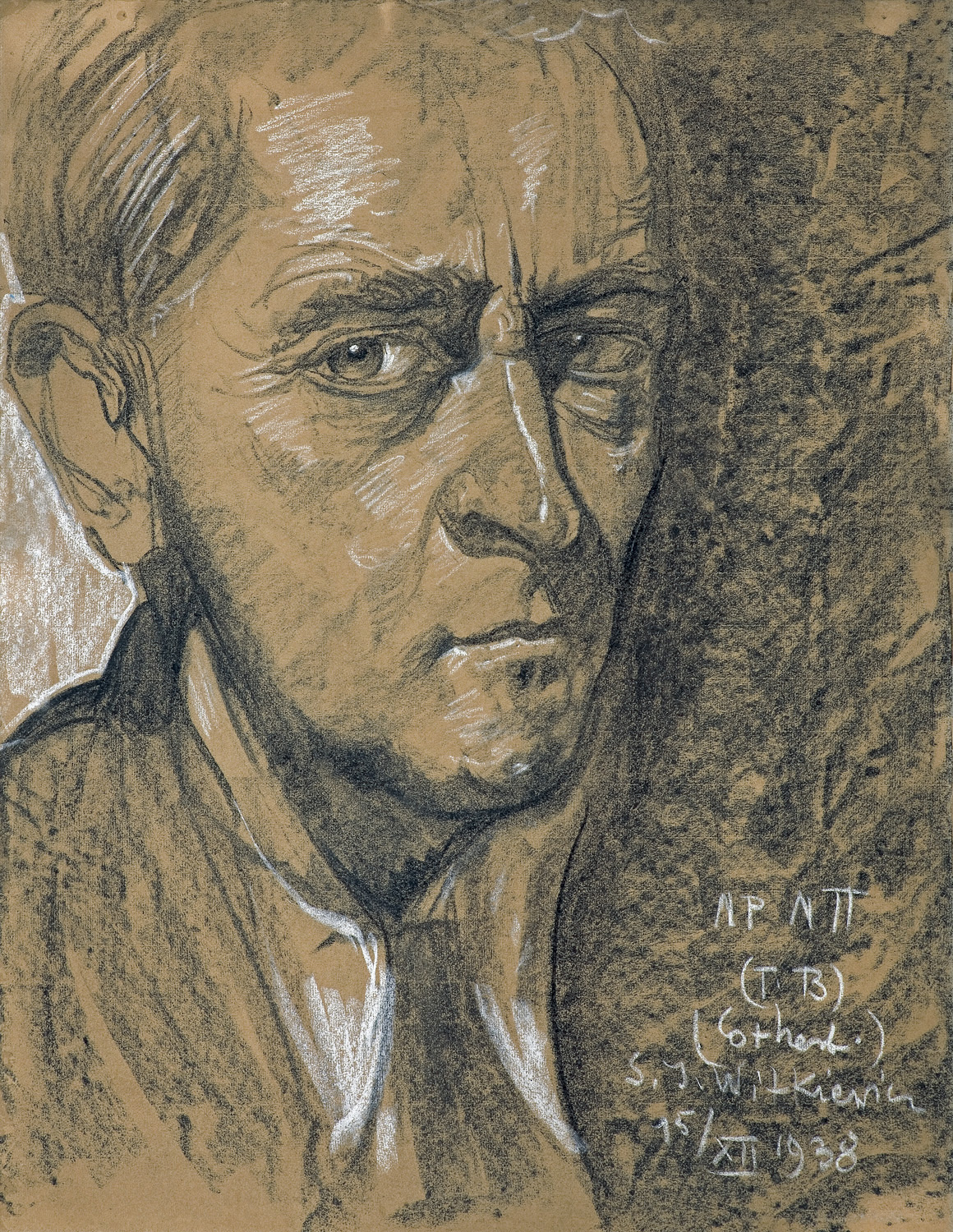
Witkacy

La literatura de la Segunda República Polaca (1918-1939) abarca un período breve, aunque excepcionalmente dinámico, en la conciencia literaria polaca. La realidad sociopolítica ha cambiado radicalmente con el regreso de Polonia a la independencia. En gran parte, derivado de estos cambios fue el desarrollo colectivo y sin obstáculos de programas para artistas y escritores. Habían surgido nuevas tendencias de vanguardia. 
El período, que abarca solo veinte años, estuvo lleno de individualidades notables que se vieron a sí mismas como exponentes de la civilización europea cambiante, incluidos Tuwim, Witkacy, Gombrowicz, Miłosz, Dąbrowska y Nałkowska (PAL). Todos contribuyeron a un nuevo modelo de la cultura polaca del siglo XX que se hacía eco de su propio lenguaje de la vida cotidiana. Las dos décadas de Interbellum estuvieron marcadas por un rápido desarrollo en el campo de la poesía, indiviso y sin disminución por primera vez en más de un siglo. De 1918 a 1939, la introducción gradual y sucesiva de nuevas ideas dio como resultado la formación de tendencias distintas y separadas. 
La primera década de la poesía polaca de entreguerras fue clara, constructiva y optimista; a diferencia de la segunda década marcada por visiones oscuras de la guerra inminente, conflictos internos dentro de la sociedad polaca y un pesimismo creciente. Sin embargo, todo el período fue increíblemente rico. En 1933 se fundó la Academia Polaca de Literatura (PAL) por decreto del Consejo de Ministros de la República (Rada Ministrów RP); como la máxima autoridad formadora de opinión en el país; otorgó los Laureles de Oro y Plata (Złoty y Srebrny Wawrzyn), los dos más altos honores nacionales por contribuciones a la literatura hasta la invasión de Polonia en 1939. Uno de los poetas más destacados del período de entreguerras fue Bolesław Leśmian (miembro de PAL), cuya personalidad creativa se desarrolló antes de 1918, y en gran parte influyó en las dos décadas de Interbellum (hasta su muerte en 1937). La vida literaria de sus contemporáneos giraba principalmente en torno a las cuestiones de la independencia. Todos los poetas polacos trataron el concepto de libertad con extrema seriedad, y en ese momento habían surgido muchas obras patrióticas, sin mencionar una variante particular del culto poético de Piłsudski .
- Andrzej Strug (1871-1937)

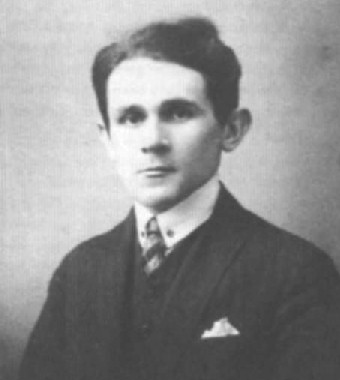
Bruno Schulz

- Ferdynand Antoni Ossendowski (1876-1945), Lenin: Dios de los impíos
- Bolesław Leśmian (c. 1877-1937), PAL
- Kornel Makuszyński (1884-1953), Koziołek Matołek, PAL
- Stanisław Ignacy Witkiewicz (1885-1939), Nienasycenie
- Stefan Grabiński (1887-1936)
- Maria Dąbrowska (1889-1965), Noce i dnie (Noches y días)
- Zofia Kossak-Szczucka (1890-1968), Krzyżowcy (trilogía)
- Maria Pawlikowska-Jasnorzewska (1891-1945)
- Bruno Schulz (1892-1942), Sanatorium Pod Klepsydrą (El Sanatorio Clepsydra)
- Julian Tuwim (1894-1953)
- Kazimierz Wierzyński (1894-1969), PAL
- Jarosław Iwaszkiewicz (1894–1980), Las doncellas de Wilko
- Stanisław Młodożeniec (1895-1959)
- Antoni Słonimski (1895-1976)
- Jan Lechoń (1899-1956)
- Maria Kuncewiczowa (1899–1989)
- Jan Brzechwa (1900-1966)
- Aleksander Wat (1900-1967)
- Bruno Jasieński (1901-1938)
- Julian Przyboś (1901-1970)
- Józef Mackiewicz (1902-1985)
- Witold Gombrowicz (1904-1969)
- Zuzanna Ginczanka (1917-1945), O Centaurach (Sobre los centauros)

Más información: Skamander y Academia Polaca de Literatura.

## Segunda Guerra Mundial
En los años de la ocupación alemana y soviética de Polonia, toda la vida artística se vio dramáticamente comprometida. Se perdieron las instituciones culturales. El ambiente era caótico y los escritores se dispersaron: algunos se encontraron en campos de concentración y trabajo (o guetos de la era nazi), otros fueron deportados fuera del país; algunos emigraron (Tuwim, Wierzyński), muchos más se unieron a las filas del movimiento de resistencia clandestino polaco (Baczyński, Borowski, Gajcy). Todos los medios literarios se vieron obligados a dejar de funcionar. Los escritores que se quedaron en casa comenzaron a organizar la vida literaria en conspiración, incluyendo conferencias, veladas de poesía y reuniones secretas en las casas de escritores y facilitadores de arte. Las ciudades polacas donde este tipo de reuniones se celebraron con mayor frecuencia fueron: Varsovia, Cracovia y Lwów. Los escritores participaron en la instalación de las imprentas clandestinas (de 1.500 publicaciones clandestinas en Polonia, unas 200 se dedicaron a la literatura). Muchos combatieron en el ejército polaco en el exilio o resistieron el Holocausto a título civil. La generación de los Kolumb, nacida alrededor de 1920, estuvo activa durante el levantamiento de Varsovia. 

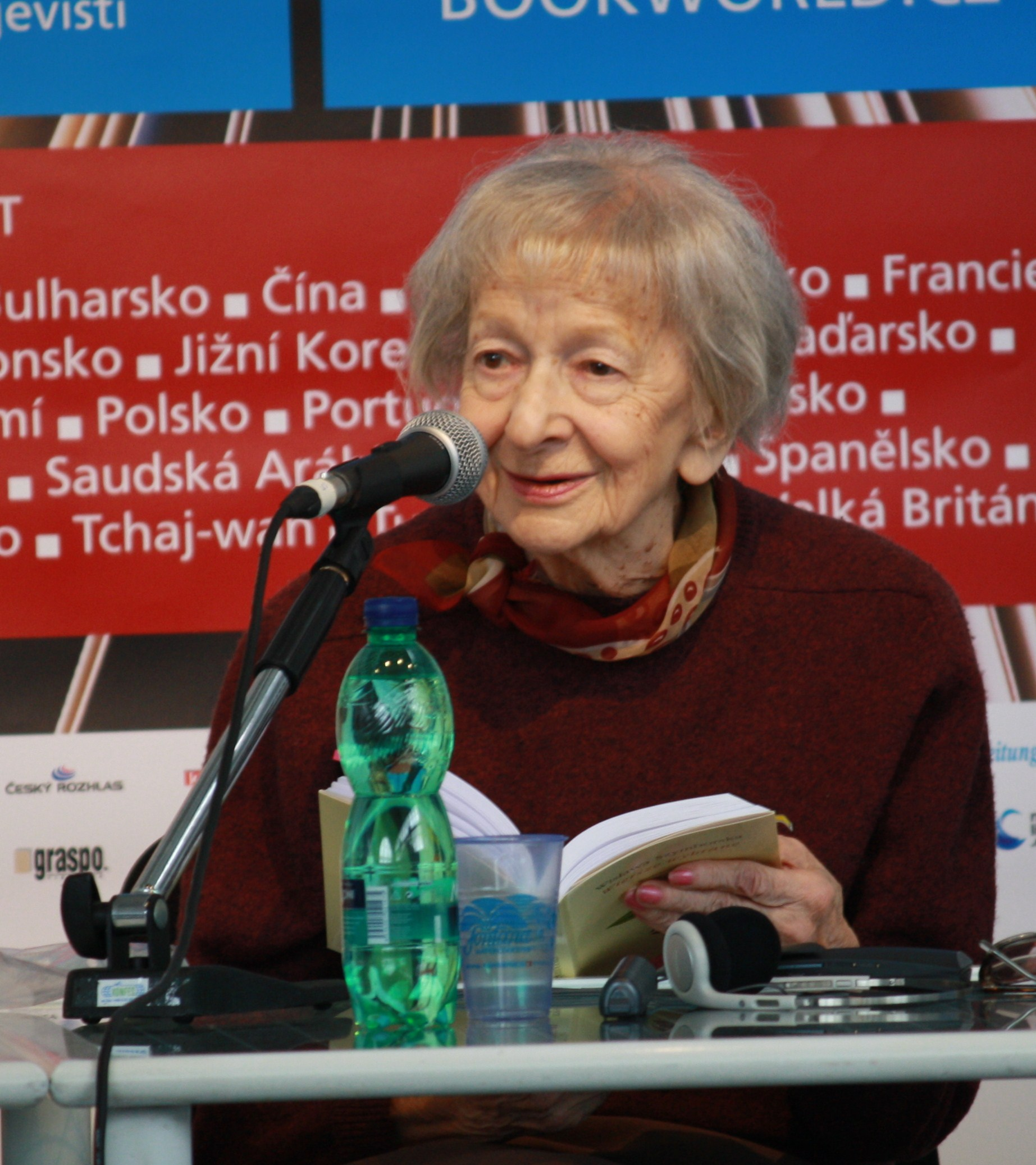
Wisława Szymborska

Los representantes más conocidos de los años de guerra son: 
- Zofia Nałkowska (1884-1954), Medallones
- Melchior Wańkowicz (1892-1974), Bitwa o Monte Cassino
- Krystyna Krahelska (1914-1944)
- Gustaw Herling-Grudziński (1919-2000), Un mundo aparte: Memorias
- Krzysztof Kamil Baczyński (1921-1944)
- Tadeusz Różewicz (1921-2014)
- Tadeusz Gajcy (1922-1944)
- Tadeusz Borowski (1922-1951), This Way for the Gas ...
- Miron Białoszewski (1922-1983)
- Wisława Szymborska (1923-2012), Premio Nobel de Literatura, 1996
- Zbigniew Herbert (1924-1998)
- Jerzy Ficowski (1924-2006)
- Stanisław Lem (1921-2006)

Ver también: literatura polaca durante la Segunda Guerra Mundial y Sztuka i Naród.

## 1945-1956
Todos los textos publicados bajo las reglas soviéticas fueron estrictamente censurados. Gran parte de la literatura polaca escrita durante la ocupación de Polonia apareció impresa solo después de la conclusión de la Segunda Guerra Mundial, incluidos libros de Nałkowska, Rudnicki, Borowski y otros. La toma soviética del país no desanimó a los emigrados y exiliados de regresar, especialmente antes del advenimiento del estalinismo. De hecho, muchos escritores intentaron recrear la escena literaria polaca, a menudo con un toque de nostalgia por la realidad de antes de la guerra, incluido Jerzy Andrzejewski, autor de Cenizas y diamantes, que describe (según el diseño comunista) la resistencia anticomunista en Polonia. Su novela fue adaptada al cine una década más tarde por Wajda. 
Los nuevos escritores de prosa emergentes como Stanisław Dygat y Stefan Kisielewski abordaron la catástrofe de la guerra desde su propia perspectiva. Kazimierz Wyka acuñó el término "novela límite" para la ficción documental. La situación comenzó a empeorar drásticamente alrededor de 1949-1950 con la introducción de la doctrina estalinista por el ministro Sokorski, en nombre del régimen comunista cada vez más violento, que cometió graves violaciones de los derechos humanos. En los años 1944-1956, alrededor de 300.000 ciudadanos polacos fueron arrestados, de los cuales muchos miles fueron condenados a largas penas de prisión. Se dictaron 6.000 condenas a muerte contra presos políticos, la mayoría de ellas ejecutadas "en la majestuosidad de la ley". Temiendo por sus trabajos adecuados, muchos escritores asociados con el imperio editorial de Borejsza abrazaron la sovietización de la cultura polaca. En 1953, la Unión ZLP, dirigida por Kruczkowski con una gran cantidad de signatarios prominentes, declaró su pleno apoyo a la persecución de líderes religiosos por parte del Ministerio de Seguridad Pública. No se hicieron cumplir las penas de muerte, aunque el padre Fudali murió en circunstancias inexplicables, al igual que otros 37 sacerdotes y 54 frailes ya antes de 1953. Asimismo, el escritor Kazimierz Moczarski de Armia Krajowa (el Ejército Nacional), torturado en la cárcel por los subordinados de Romkowski durante varios años y condenado a muerte, fue indultado y puesto en libertad sólo al final de este período.

## 1956-presente
- Gustaw Morcinek (1891-1963)
- Pola Gojawiczyńska (1896–1963)
- Aleksander Wat (1900-1967)
- Sergiusz Piasecki (1901-1964)

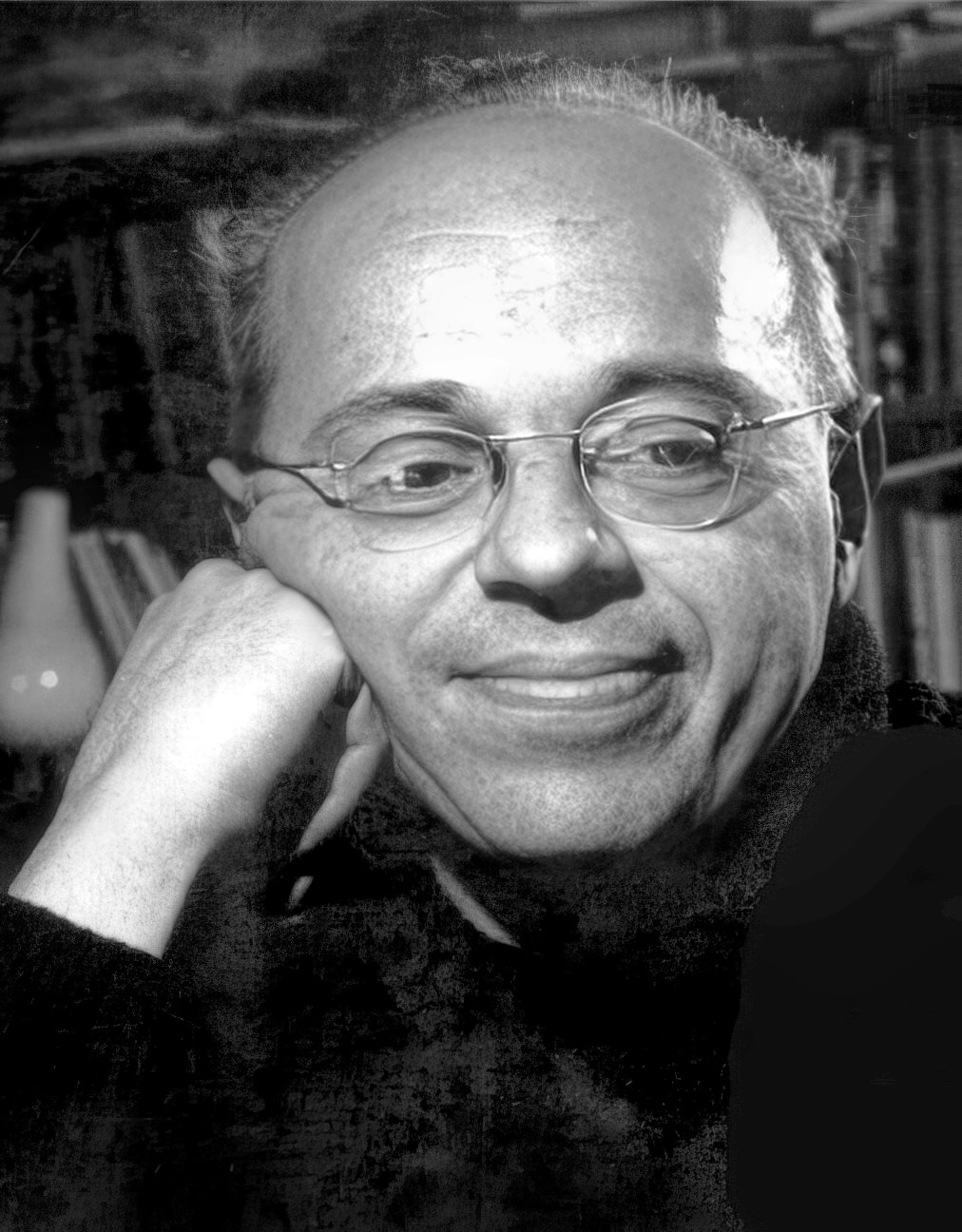
Stanisław Lem

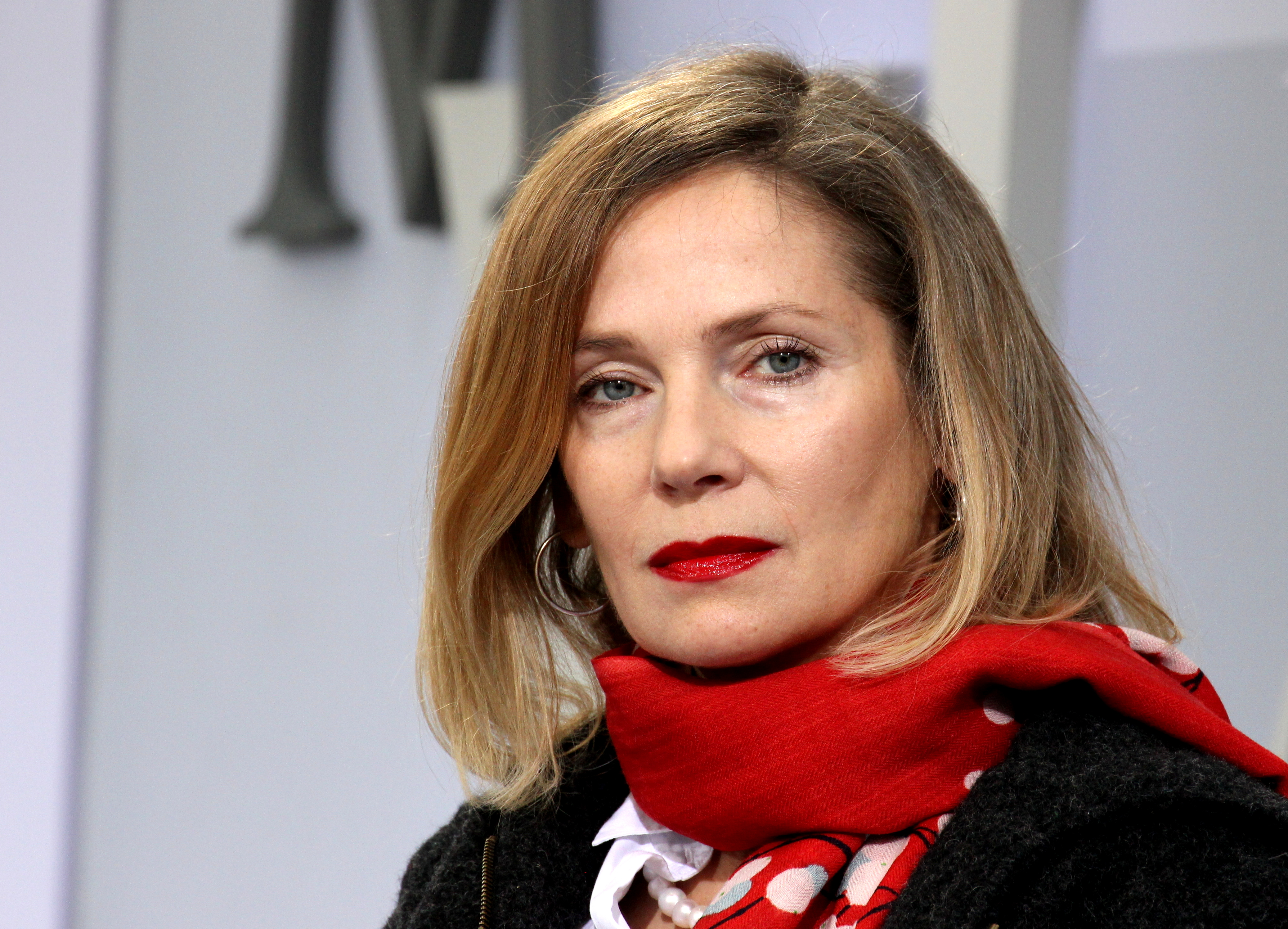
Joanna Bator

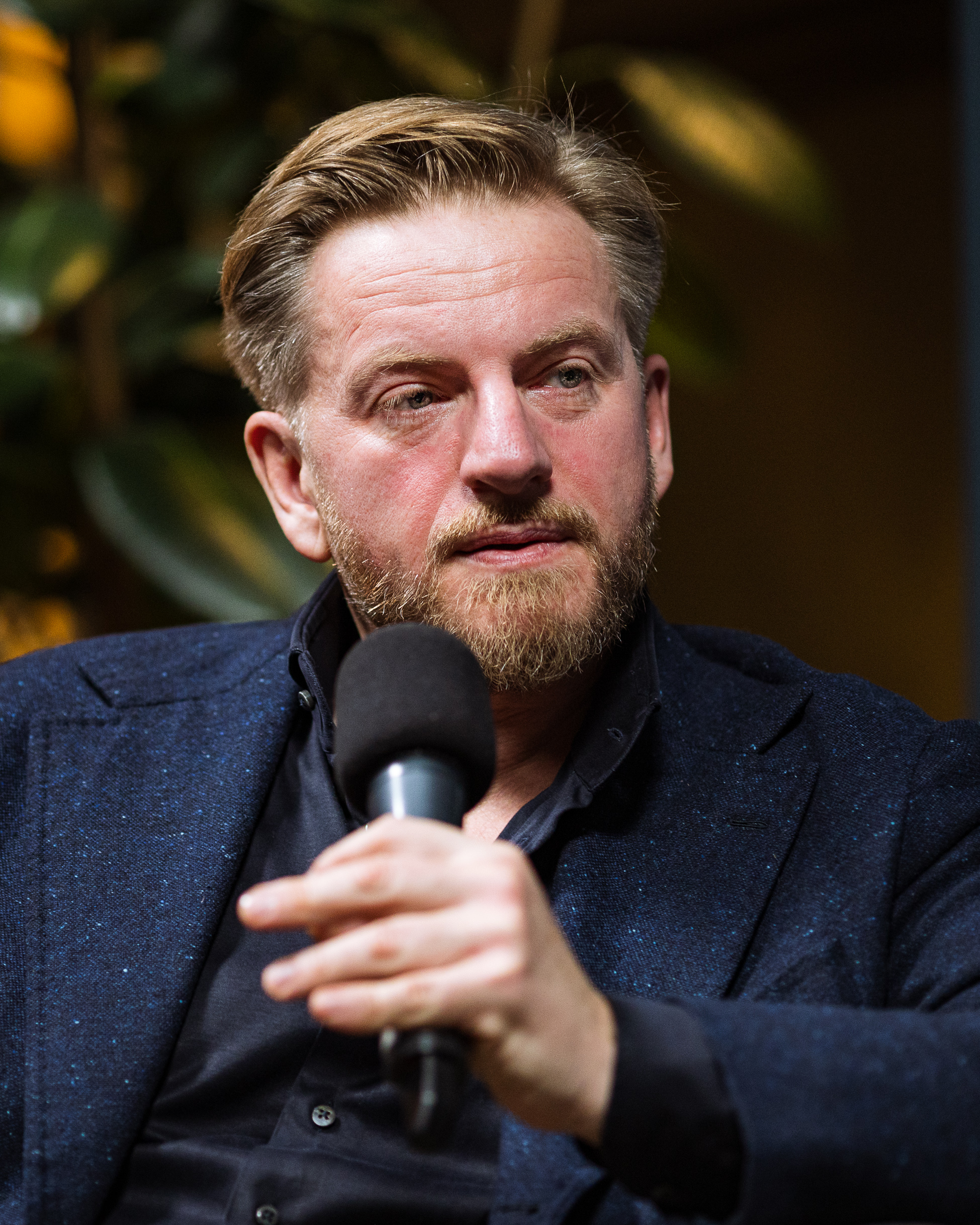
Szczepan Twardoch

- Konstanty Ildefons Gałczyński (1905-1953)
- Jan Dobraczyński (1910-1994)
- Marek Hłasko (1934-1969)
- Czesław Miłosz (1911-2004), Premio Nobel de Literatura , 1980
- Kazimierz Brandys (1916-2000)
- Stanisław Lem (1921-2006)
- Tadeusz Konwicki (1926-2015)
- Andrzej Kijowski (1928-1985)
- Andrzej Szczypiorski (1928-2000)
- Andrzej Bursa (1932-1957)
- Bogdan Czaykowski (1932-2007)
- Marek Krajewski (nacido en 1966)
- Joanna Bator (nacida en 1968)
- Adam Zagajewski (1945-2021)
- Ryszard Kapuściński (1932-2007)
- Joanna Chmielewska (1932-2013)
- Halina Poświatowska (1935–1967)
- Janusz A. Zajdel (1938–1985)
- Rafał Wojaczek (1945-1971)
- Ewa Lipska (nacida en 1945)
- Andrzej Sapkowski (nacido en 1948)
- Ryszard Legutko (nacido en 1949)
- Jerzy Pilch (nacido en 1952)
- Paweł Huelle (nacido en 1957)
- Andrzej Stasiuk (nacido en 1960)
- Olga Tokarczuk (nacida en 1962)
- Mariusz Szczygieł (nacido en 1966)
- Szczepan Twardoch (nacido en 1979)
- Jarosław Marek Rymkiewicz (nacido en 1935)
- Leopold Tyrmand (1920-1985)
- Wojciech Kuczok (nacido en 1972)
- Grzegorz Piątek (nacido en 1980)
- Dorota Masłowska (nacida en 1980)
- Stanisław Barańczak (1946-2014)

## Premio Nobel de Literatura

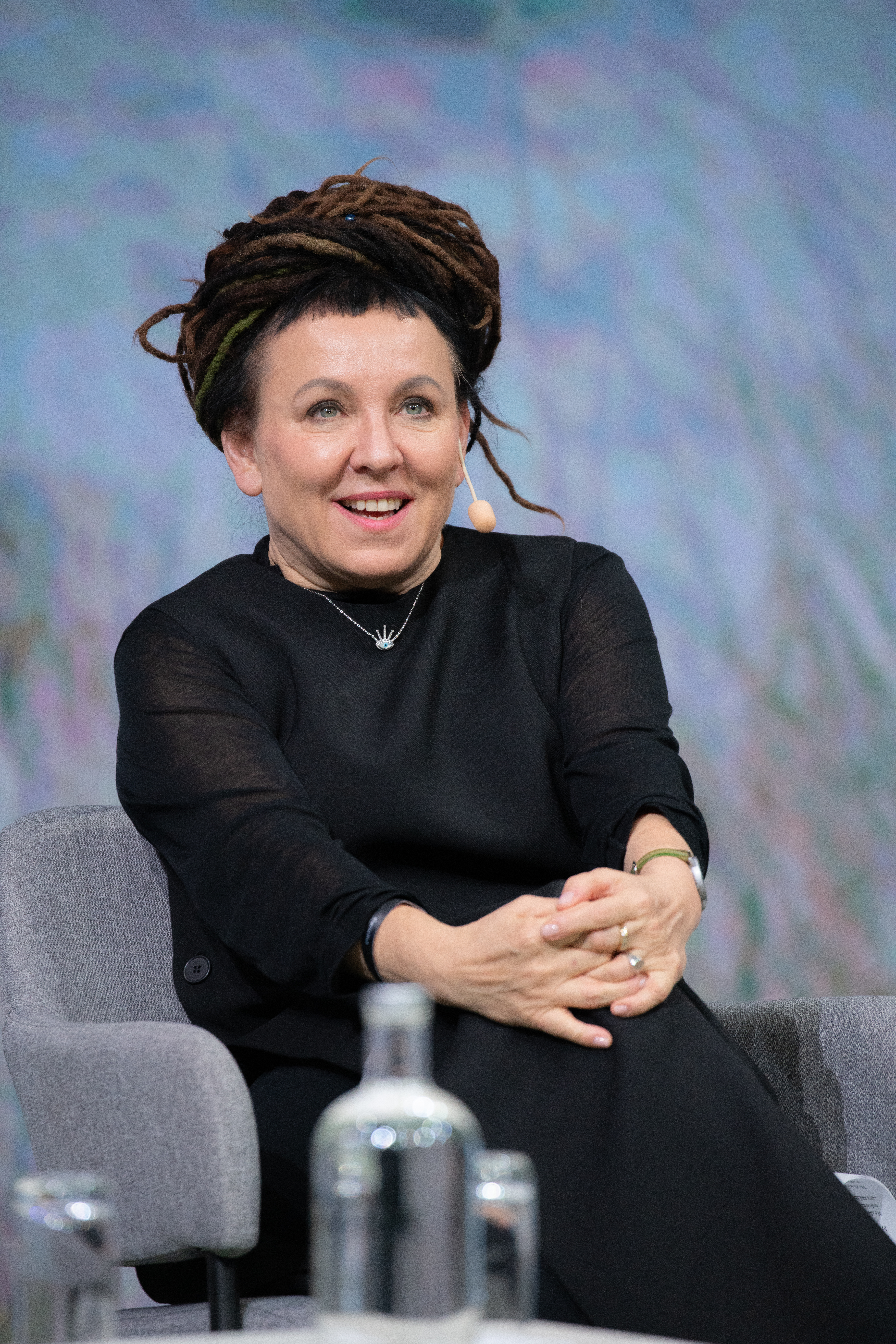
Olga Tokarczuk

Ver también: prensa clandestina polaca premios Nobel: 
- Henryk Sienkiewicz (1905)
- Władysław Reymont (1924)
- Isaac Bashevis Singer (1978, yiddish)
- Czesław Miłosz (1980)
- Wisława Szymborska (1996)
- Olga Tokarczuk (2018, premiada en 2019).

## Autores
| - Wincenty Kadłubek - Jan Długosz - Biernat z Lublina - Mikołaj Rej - Sebastian Klonowic - Jan Kochanowski - Klemens Janicki - Łukasz Górnicki - Mikołaj Sęp-Szarzyński - Hieronim Morsztyn - Maciej Sarbiewski - Jan Andrzej Morsztyn - Wespazjan Kochowski - Franciszek Bohomolec - Ignacy Krasicki - Jan Ursyn Niemcewicz - Jan Potocki - Andrzej Szczypiorski | - Adam Mickiewicz - Juliusz Słowacki - Zygmunt Krasiński - Cyprian Kamil Norwid - Henryk Sienkiewicz - Bolesław Prus - Eliza Orzeszkowa - Kazimierz Przerwa-Tetmajer - Stanisław Wyspiański - Leopold Staff - Jan Kasprowicz - Władysław Reymont - Stefan Żeromski - Stanisław Przybyszewski - Tadeusz Boy-Żeleński | - Stanisław Ignacy Witkiewicz (Witkacy) - Joseph Conrad - Julian Tuwim - Bolesław Leśmian - Jarosław Iwaszkiewicz - Antoni Słonimski - Bruno Schulz - Witold Gombrowicz - Krzysztof Kamil Baczyński - Jerzy Andrzejewski - Józef Czechowicz - Zofia Nałkowska - Rafał Wojaczek - Marek Hłasko | - Edward Stachura - Zbigniew Herbert - Miron Białoszewski - Czesław Miłosz - Aleksander Wat - Tadeusz Różewicz - Gustaw Herling-Grudziński - Wisława Szymborska - Kornel Filipowicz - Tadeusz Konwicki - Władysław Broniewski - Adam Zagajewski - Stanisław Barańczak - Stanisław Lem - Ryszard Kapuściński - Juan Pablo II - Jarosław Marek Rymkiewicz | - Leszek Engelking - Marcin Świetlicki - Manuela Gretkowska - Olga Tokarczuk - Eustachy Rylski - Wiesław Myśliwski - Michał Witkowski - Dorota Masłowska - Dmitri Strélnikov - Sławomir Mrożek - Wojciech Płocharski - Andrzej Sapkowski |